# Operación Jaque
La Operación Jaque fue una operación de liberación de 15 secuestrados por las Fuerzas Armadas Revolucionarias de Colombia-Ejército del Pueblo, realizada por las Fuerzas Militares de Colombia en julio de 2008 en el departamento del Guaviare al sur del país, sin disparar una sola bala. 
Fue denominada por la primera letra del mes de la operación (julio) y en referencia al jaque del ajedrez. Fue un rescate humanitario concebido después de que se conoció que fueron vistos los contratistas estadounidenses bañándose en el río Inírida, lugar cercano al relatado por el suboficial de la policía Jhon Frank Pinchao. Tras este suceso, el ejército colombiano decide crear tácticas para infiltrar al Frente Primero de las FARC-EP.

## Planeamiento
La operación de inteligencia fue planeada estratégicamente por el Comando General de las Fuerzas Militares, en coordinación por el Comando del Ejército Nacional. Estuvo avalada por el entonces presidente Álvaro Uribe Vélez y el  ministro de Defensa Juan Manuel Santos. 
Además del plan utilizado, fue concebido un plan alternativo, que no fue utilizado. Éste tenía por objetivo proteger a los que desarrollaban la operación de rescate utilizando otro helicóptero diferente al que recogió a los secuestrados, desde el cual se vigilaban las acciones que desarrollaban en tierra. 
La planificación de la operación comenzó luego de producirse la fuga del subintendente Jhon Frank Pinchao (de la Policía Nacional) del campamento donde se encontraba secuestrado. Al llegar a la libertad, el subintendente Pinchao relató cómo era la zona donde se movían los secuestrados, entre otros detalles usados por el Ejército Nacional para planificar la operación.
Las pruebas de supervivencia fueron la siguiente pista sobre el sitio donde se encontraban los secuestrados. Se pudo establecer que la persona encargada de llevar las pruebas salió del área de Tomachipán, además se estableció que los secuestrados estaban divididos en varios grupos, y por consiguiente, para liberarlos habría que reunirlos.

## Desarrollo

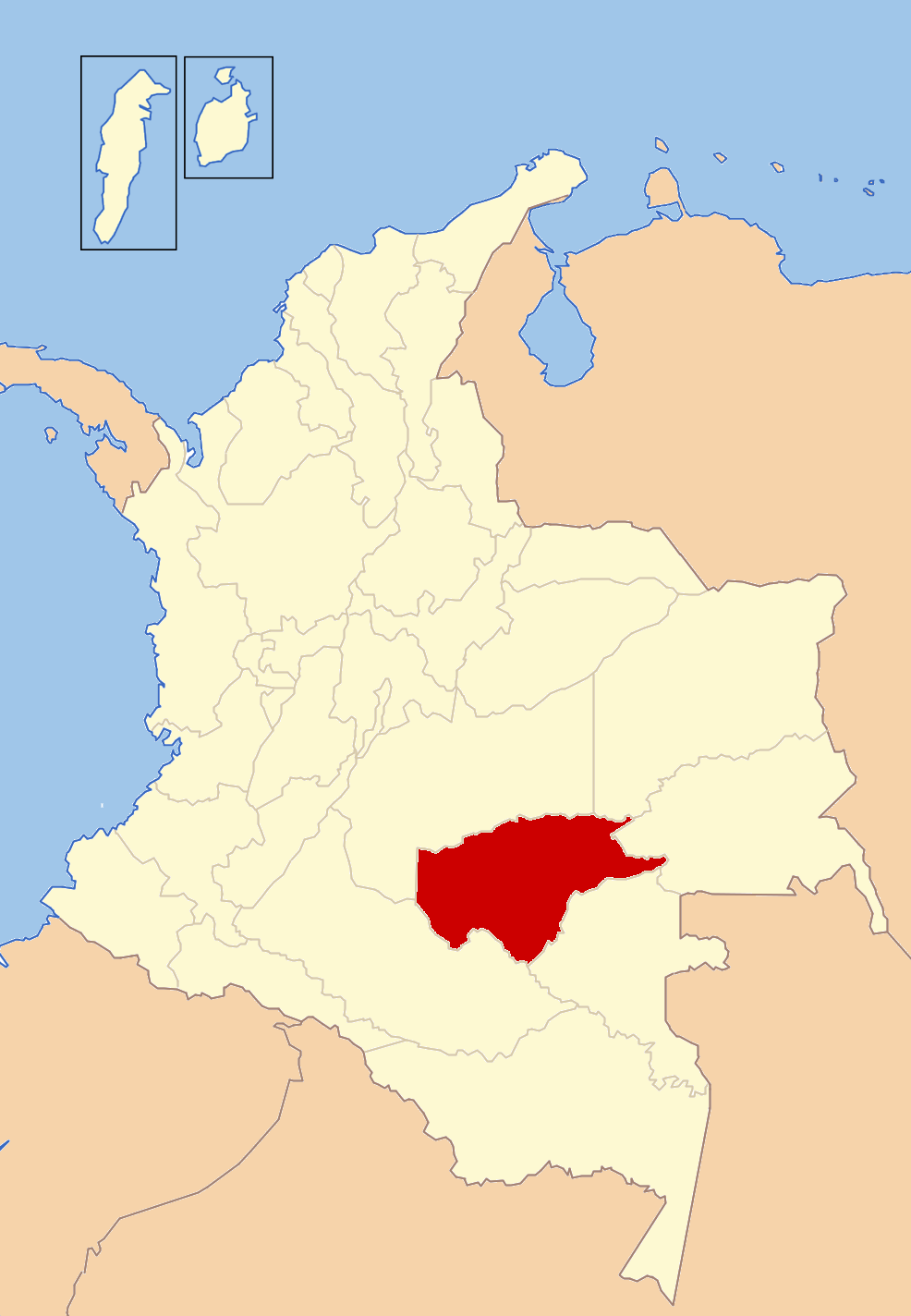
El departamento del Guaviare, en rojo, zona de las operaciones.

Las Fuerzas Militares de Colombia infiltraron el Secretariado de las FARC-EP y a la cuadrilla que mantenía a los secuestrados en cautiverio en el sureste de Colombia, entre las localidades selváticas de La Paz y Tomachipán (Guaviare, unos 400 kilómetros al sur de Bogotá).
Según declaraciones del ministro de Defensa de Colombia, Juan Manuel Santos, la inteligencia de las Fuerzas Militares logró convencer a miembros de las Farc de la necesidad de trasladar a los secuestrados a un mismo sitio, para llevarlos ante el nuevo comandante de esa guerrilla, alias 'Alfonso Cano', ya que se iba a iniciar un proceso de intercambio humanitario.
Los militares colombianos se basaron en la operación guerrillera de Secuestro de los 12 diputados del Valle del Cauca y en la operación de rescate, la Operación Emmanuel y los detalles del plan de respaldo se basaron en otras operaciones de rescate como la Operación Entebbe, la Operación Nimrod y la Operación Chavín de Huántar, aunque las mismas no se desarrollaron en la selva. Los militares lograron convencer al personal de Farc que no usaran el teléfono satelital para comunicarse con el secretariado de las FARC-EP, "porque si lo hacían podían ser interceptados por el Ejército".
Las Fuerzas Militares idearon una ONG ficticia, adaptaron helicópteros Mil Mi-17 (versión de exportación del Mil Mi-8) pintandolos de blanco, y coordinaron el traslado de los secuestrados a un punto en la selva.
Ya en el terreno acordado, ante más de 300 efectivos de las Farc, el grupo de 15 secuestrados, los miembros de la supuesta ONG y los jefes guerrilleros Gerardo Antonio Aguilar Ramírez, alias 'César'; y Alexander Farfán, alias 'Gafas'; abordaron al helicóptero. "César', muy confiado, y 'Gafas', un poco alerta, después de haber pedido que otras dos personas subieran, lo cual fue negado por quienes dirigían la operación en el terreno. Pese a las protestas airadas, los secuestrados fueron esposados para no levantar sospechas entre los jefes guerrilleros. Ya, a bordo de la nave, los guerrilleros fueron inmovilizados y sus ojos fueron vendados (según declaró Íngrid Betancourt). Finalmente, el comandante de la operación anunció a los secuestrados: "Somos el Ejército Nacional de Colombia, están en libertad".
Tras la arriesgada maniobra, el resto de los rebeldes que acompañaban a los secuestrados, y que quedaron en tierra, no fueron atacados, en lo que las autoridades colombianas calificaron como un gesto que buscaba que las Farc liberaran al resto de las personas que mantenían en cautiverio.
Pasadas varias horas, los rescatados fueron trasladados hasta la base militar de Tolemaida (Tolima), para posteriormente ser conducidos en un avión Fokker hasta el Comando Aéreo de Transporte Militar (CATAM), en Bogotá, donde ofrecieron una rueda de prensa y agradecieron públicamente por su rescate. Los guerrilleros capturados fueron conducidos a una finca cercana del lugar y, posteriormente, trasladados a Bogotá.

## Controversias

### Operación netamente nacional
Desde el anuncio del rescate de los quince secuestrados, surgieron diversas versiones en ocasiones contradictorias entre sí, que comúnmente sostenían que el rescate se logró gracias al apoyo de fuerzas extranjeras. El Ministro de Defensa Juan Manuel Santos afirmó en la rueda de prensa el 4 de julio, que no hubo ninguna participación extranjera directa de ningún tipo en la operación, y fue enfático en afirmar que ésta fue 100% colombiana.
El Ministro dijo que el único apoyo se dio fue a través de una aeronave de vigilancia estadounidense para monitorear la situación.
Según indicó Los Angeles Times, Estados Unidos aportó un avión de transporte y un equipo médico para los secuestrados liberados. Por su parte, el periódico alemán Der Spiegel, informó que las autoridades colombianas habrían utilizado satélites espía estadounidenses para mantener bajo seguimiento la localización de los secuestrados desde principios de 2008.
Otros informes mencionaron el rol de Global CST, una compañía de seguridad que pertenece a ex oficiales del ejército israelí. Los brigadieres generales Israel Ziv y Yossi Kuperwasser, que tiene un presunto contrato por diez millones de dólares con el gobierno colombiano para proveer asesoramiento y equipamiento de seguridad. Se ha afirmado que fue utilizada tecnología de rastreo israelí durante el rescate. Según la radio colombiana La W, el Ejército colombiano negó que Global CST haya jugado algún rol directo en la operación. El gobierno estadounidense ha negado su participación en la operación.

### Uso indebido del emblema del CICR
El 16 de julio de 2008, la cadena de noticias estadounidense CNN reportó que se había utilizado un emblema del Comité Internacional de la Cruz Roja (CICR) en la Operación Jaque. El reporte se basó en materiales inéditos provenientes de una fuente militar colombiana. En uno de los cuadros del vídeo oficial de la operación editado por las autoridades colombianas se observaba una parte del emblema.
El presidente Uribe, tras confirmar la versión con quienes participaron en la operación, aceptó que uno de los militares había usado el emblema del CICR en su chaleco y se disculpó públicamente.
El CICR anunció que no iniciaría acciones contra Colombia por uso indebido de su emblema en rescate de secuestrados. El vocero de la Cruz Roja Internacional en Ginebra, Florian Westphal, recordó que "el uso del emblema de la Cruz Roja está específicamente reglamentado por los convenios de Ginebra y sus protocolos adicionales. El emblema de la Cruz Roja tiene que ser respetado en todas circunstancias y no puede ser usado de manera abusiva".

### Uso del registro legal de Global Humanitaria
CNN afirmó haber tenido acceso a material de vídeo en el que había podido ver que el helicóptero usado durante la Operación Jaque había portado emblemas con el logotipo de la supuesta organización 'Misión Humanitaria Internacional'. Esta organización, cuya existencia CNN no pudo verificar, habría sido la organización ficticia que el Ejército colombiano usó para engañar a las Farc.
Revista Semana, en un informe publicado el 16 de julio, afirmó que la ONG ficticia 'Misión Humanitaria Internacional' utilizó en su página web el número de registro legal de una ONG real, establecida en Barcelona y llamada 'Global Humanitaria'.
Revista Semana, citando a un portavoz del Departamento de Justicia, confirmó que 'Misión Internacional Humanitaria' no figura en la guía de entidades de Cataluña. El portavoz de Global Humanitaria negó tener cualquier clase de vínculo con 'Misión Humanitaria Internacional'.
El 17 de julio, Global Humanitaria publicó un comunicado de prensa en el que rechaza cualquier vinculación con la Operación Jaque, denuncia la utilización indebida de su registro legal y de su información en la página web de la ONG ficticia, informa que se ha solicitado una entrevista con el presidente de Colombia Álvaro Uribe para aclarar la suplantación de sus datos, y pide respeto por su trabajo y su neutralidad.

## Resultados

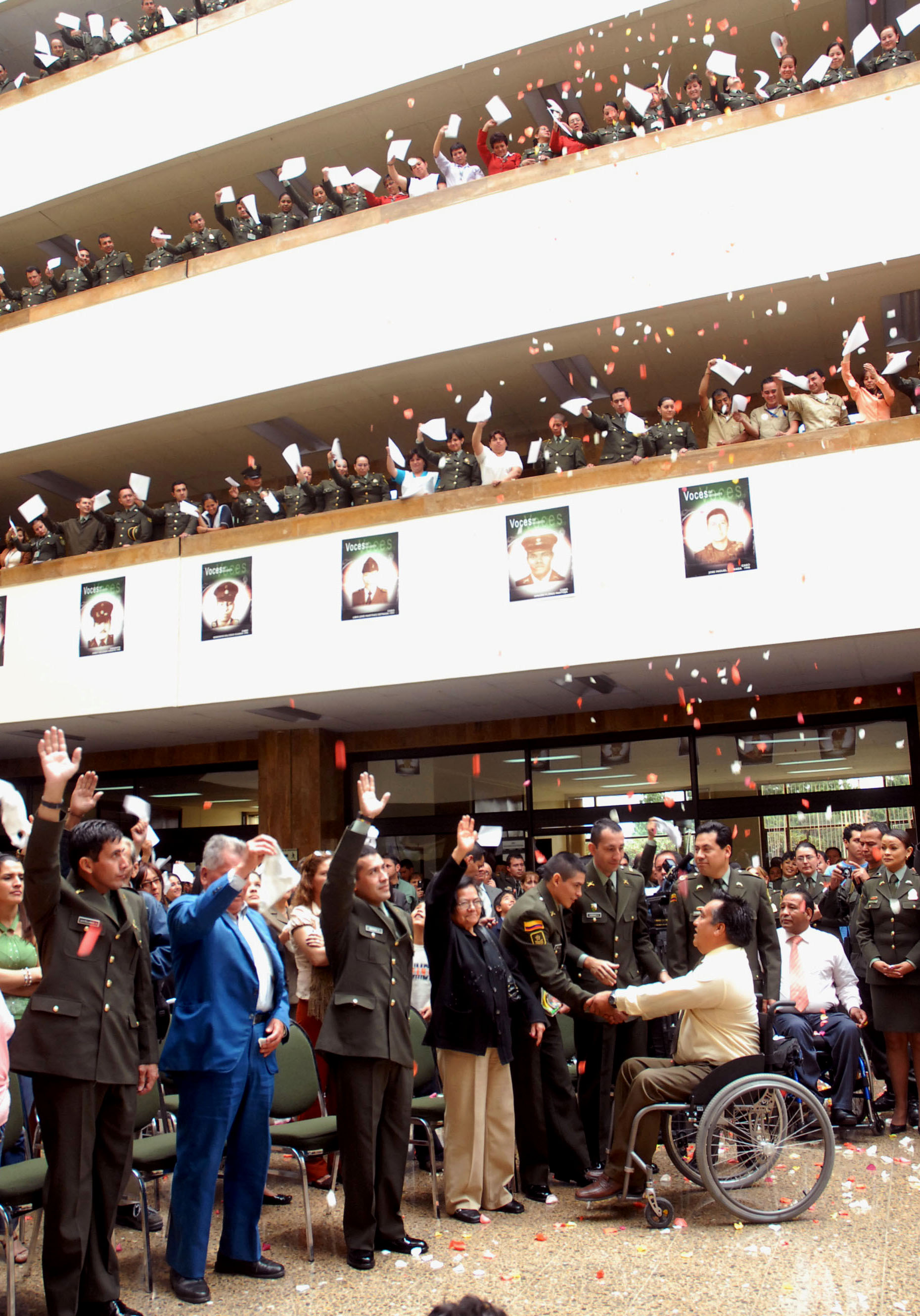
Homenaje a policías rescatados.

En total fueron rescatados 15 secuestrados, entre ellos la excandidata presidencial Íngrid Betancourt, secuestrada desde 2002, y fueron capturados los dos jefes del grupo que custodiaba a los secuestrados: Gerardo Aguilar, alias 'César'; y Alexander Farfán, alias 'Enrique Gafas', sin haber disparado un solo cartucho. En el helicóptero no había armas de fuego (al menos por parte del equipo de rescate, ya que antes de subir al 'libertad 1', el comandante de la misión le solicitó a alias 'César' que le entregara su arma de fuego, e igualmente ya en el aire y antes de inmovilizarlos, a alias 'Gafas' se le exigió lo mismo).

## Rescatados

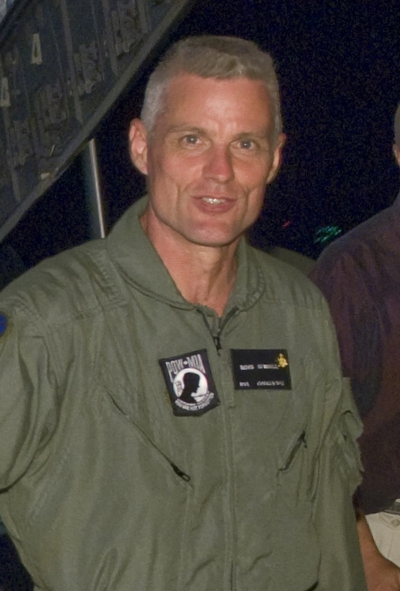
Keith Stansell, el 2 de julio de 2008, uno de los contratistas estadounidenses y empleado de Northrop Grumman que fue secuestrado por las Fuerzas Armadas Revolucionarias de Colombia (FARC)

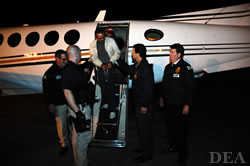
El guerrillero de las FARC capturado en la operación Jaque, Gerardo Aguilar, a su llegada a Estados Unidos, después de ser extraditado desde Colombia.

Las personas rescatadas en la operación fueron:
- Juan Carlos Bermeo, Capitán del Ejército. Secuestrado el tres de agosto de 1998 durante el ataque a la base de la Policía Antinarcóticos de Miraflores (Guaviare).
- Raimundo Malagón, Subteniente del Ejército. Secuestrado el cuatro de agosto de 1998 en La Uribe (Meta).
- José Ricardo Marulanda Valencia, Sargento viceprimero del Ejército. Secuestrado en El Billar (Caquetá), el tres de marzo de 1998.
- Keith Stansell. Contratista estadounidense, secuestrado el 13 de febrero de 2003.
- William Humberto Pérez Medina, Cabo primero del Ejército. Secuestrado el dos de marzo de 1998 en El Billar, Caquetá.
- Erasmo Romero Rodríguez, Sargento segundo del Ejército. Secuestrado en Miraflores el tres de agosto de 1998.
- José Miguel Arteaga, Cabo primero del Ejército. Secuestrado en 1998, en El Billar (Caquetá).
- Marc Gonsalves. Contratista estadounidense de la California Microwave Systems, contratado por el Departamento de Defensa de Estados Unidos para recoger informaciones sobre plantaciones de droga en el sur de Colombia. Secuestrado el 13 de febrero de 2003.
- Íngrid Betancourt. Secuestrada el 23 de febrero de 2002 cuando adelantaba campaña como candidata a la Presidencia de Colombia.
- Amaón Flórez Pantoja, Cabo primero del Ejército. Secuestrado en la toma a Miraflores (Guaviare) en 1998.
- Julio César Buitrago Cuesta, Cabo primero de la Policía. Secuestrado en Miraflores (Guaviare).
- Armando Castellanos Gaona, Subintendente de la Policía. Secuestrado en 1999 en La Arada, Tolima.
- Vianey Javier Rodríguez Porras, Teniente de la Policía. Secuestrado en Mitú (Vaupés) el 1 de noviembre de 1998.
- John Jairo Durán Tuay, Cabo primero de la Policía. Secuestrado el 3 de agosto de 1998.
- Thomas Howes. Contratista estadounidense, secuestrado el 13 de febrero de 2003.

## Reacciones internacionales
- Francia: el presidente Nicolás Sarkozy apenas fue informado del resultado de la operación por parte del presidente Álvaro Uribe ofreció un comunicado extraordinario junto a Astrid Betancourt y los hijos de la excandidata presidencial Lorenzo y Melanie Delloye. En dicho comunicado felicitó al gobierno colombiano, solicitando seguir luchando por la liberación de cerca de 700 secuestrados en Colombia.

- Argentina: la presidenta Cristina Fernández calificó como una "victoria de la vida y la libertad" la liberación de Íngrid Betancourt.

- Bolivia: el presidente Evo Morales dijo que la liberación de Íngrid Betancourt es "importantísima para la búsqueda de la paz y acuerdos entre las FARC y el Gobierno de Colombia". Además, Morales atribuyó la liberación a un supuesto acuerdo entre el presidente Uribe y las FARC.[19]

- Brasil: el presidente de Brasil, Luiz Inácio Lula da Silva, "confio en que la liberación de la excandidata presidencial colombiana Íngrid Betancourt y otros rehenes sea un paso hacia la liberación de todos los cautivos de las FARC y a la paz en Colombia[20]

- Chile: la presidenta de Chile, Michelle Bachelet declaró que "Ésta es una victoria para la democracia, la paz y la libertad."

- Estados Unidos: el presidente George W. Bush llamó al presidente Uribe para saludarlo y en una declaración dijo “Me siento orgulloso de la relación con Colombia y de mi amigo Uribe”.[21]

- México: el presidente de México, Felipe Calderón Hinojosa, se comunicó con el presidente de Colombia, Álvaro Uribe Vélez, para felicitarle por el exitoso operativo, expresando su reconocimiento a la estrategia implementada para afianzar la legalidad y el orden, lo cual fortalece la vida democrática y la convivencia social de Colombia.[22]

- Venezuela: el presidente Hugo Chávez expresó estar "alegre" y "jubiloso" por el rescate de Íngrid Betancourt y parte de los rehenes. Así .mismo dijo: "Ayer llamé a (Álvaro) Uribe y lo felicité".[23] Personas adeptas al presidente Chávez, como el escritor Luis Britto García, quien calificó la operación como un “secuestro por parte del gobierno de Colombia después que las Farc los liberaran”, y Alberto Nolia, quien dijo que “las declaraciones de todos los liberados son un montaje”, detractaron y restaron importancia a la operación en cadena nacional a través del canal estatal Venezolana de Televisión (VTV).[24][25] Mientras que el analista internacional e historiador de la Universidad Central de Venezuela, Vladimir Acosta, cuestionó las declaraciones de Íngrid Betancourt y mencionó que era "bastante probable que haya habido una conversación secreta entre Álvaro Uribe, presidente de Colombia, e Íngrid Betancourt" por haber apoyado al "presidente y Uribe y su reelección".[26]

- Suiza: El 4 de julio, la Radio Suisse Romande reportó que "fuentes fiables" informaron sobre un supuesto pago de 20 millones de dólares por la liberación de Betancourt y los demás secuestrados, agregando que dicho pago habría tenido su origen en los Estados Unidos, por la presencia de los tres contratistas norteamericanos entre los rehenes.[27] Según Le Monde, la cancillería francesa rechazó oficialmente que su gobierno hubiese realizado cualquier pago.[28] Frederich Blassel, autor del reportaje de Radio Suisse Romande, declaró ante la W Radio de Colombia que, según su fuente, la liberación no fue negociada directamente con las FARC sino con alias "César", uno de los guerrilleros capturados durante la operación, quien habría recibido el pago de 20 millones de dólares. Según Blassel, los dos rebeldes podrían obtener nuevas identidades en Francia, España y Suiza, ante su posible pedido en extradición por parte de los Estados Unidos.[29][30] Según El Tiempo y W Radio de Colombia, el general Freddy Padilla de León, comandante de las Fuerzas Militares, negó cualquier pago del gobierno colombiano. El general Padilla dijo que si se hubiera realizado algún pago a alias "César", hubiera sido mejor darlo a conocer, como un incentivo, para causar un efecto 'demoledor' entre las Farc.[31][32]

- Perú: El presidente de Perú, Alan García, saludó al mandatario colombiano Álvaro Uribe por la liberación de 15 rehenes de la guerrilla en Colombia, entre ellos la excandidata presidencial Ingrid Betancourt. Alan García en un discurso en el Palacio de Gobierno de Lima dijo,"No puedo terminar estas breves palabras sin enviar desde aquí un saludo a mi amigo querido Álvaro Uribe, al pueblo de Colombia con el cual he compartido tantos años y al cual debo tanto, por una importante noticia que nos conmueve, la liberación de la señora Ingrid Betancourt,".

## Videos del rescate
Días después de la operación, el Ejército de Colombia reveló un vídeo de cómo fue el rescate del los secuestrados. En dicho vídeo se apreciaba el momento en el que los secuestrados suben al helicóptero y reaccionan cuando se les informa de su libertad. En algunos apartes del vídeo se mostró como el Ejército se gana la confianza de los guerrilleros, para luego someterlos y lograr la libertad de los secuestrados.
En agosto de 2008, el canal RCN reveló un nuevo vídeo inédito sobre la Operación Jaque en el cual se podía observar que dos militares colombianos, miembros del comando de la operación, llevaban símbolos del canal Telesur y el canal Ecuavisa al hacerse pasar por periodistas. En el vídeo también se observa al militar colombiano que llevaba el símbolo de la Cruz Roja Internacional.
En 2020 el periodista Gonzalo Guillén publicó un documental sobre la operación, llamado "Operación Jaque, una jugada no tan maestra".

## Libros sobre el rescate
El primer libro que se publicó sobre el rescate salió a la luz apenas tres meses después de la operación, con el título Operación Jaque, secretos no revelados. Su autor es J. G. Ortiz Abella, es una recopilación de textos de diversos periodistas, previamente publicados en diversos medios de prensa como The New York Times y The Washington Post. Incluye colaboraciones de Steven Dudley, por varios años corresponsal en Colombia para diversos medios extranjeros; Simón Romero, periodista norteamericano que ha sido Jefe de la Oficina Andina de The New York Times desde 2006; Juan Forero, corresponsal para Colombia y Venezuela para The Washington Post, y Claude-Marie Vadrot, investigador francés que ha sido reportero del Journal du Dimanche. Algunos artículos se presentan en su idioma original –inglés o francés– y en su traducción al español.
El 9 de diciembre de 2008 se lanzó en Bogotá el libro Operación Jaque, la verdadera historia del investigador y escritor colombiano Juan Carlos Torres. Esta obra, es una crónica detallada sobre la forma en que se gestó, preparó y ejecutó la magistral operación de engaño del Ejército colombiano a las Farc. Tiene la característica particular de que está basada en las versiones de los mismos oficiales y suboficiales de la inteligencia militar, a las cuales tuvo acceso el autor.
La cadena estadounidense Telemundo, adquirió, en mayo de 2009, los derechos para producir una serie de televisión basada en el libro de Torres.
En febrero del 2009 se publicó Operación Jaque, del coronel Luis Alberto Villamarín Pulido. Esta obra está complementada con material fotográfico y reconstruye paso a paso todo el proceso del planeamiento, ejecución y desenlace de la operación.
En julio de 2018, al cumplirse diez años del rescate, el coronel Luis Alberto Villamarín Pulido, publicó un segundo libro sobre la liberación incruenta de los secuestrados, titulado Operación Jaque aplicada a los negocios y las ventas, en el que comparaba enseñanzas tácticas, estratégicas y operacionales militares, que mediante analogías pueden ser aplicadas en el entorno empresarial y comercial.